# V Habří
V Habří je název rybníka ležícího ve Velkých Popovicích v okrese Praha-východ. Leží na bezejmenném levostranném přítoku Mokřanského potoka. Má zhruba trojúhelníkovitý tvar. Leží v ulici Nové Habří, po jeho hrázi prochází cesta.

## Galerie

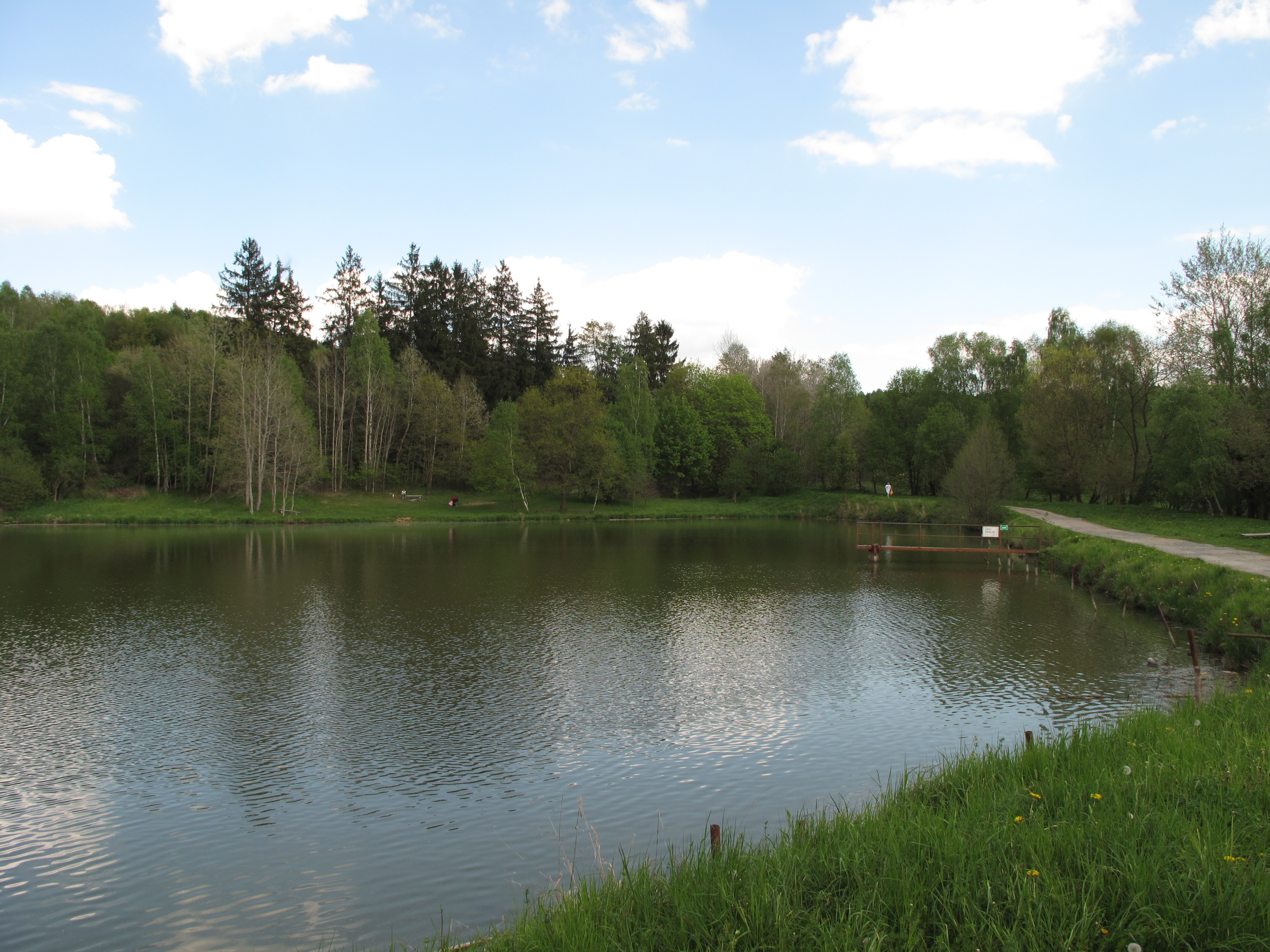
Břeh s hrází
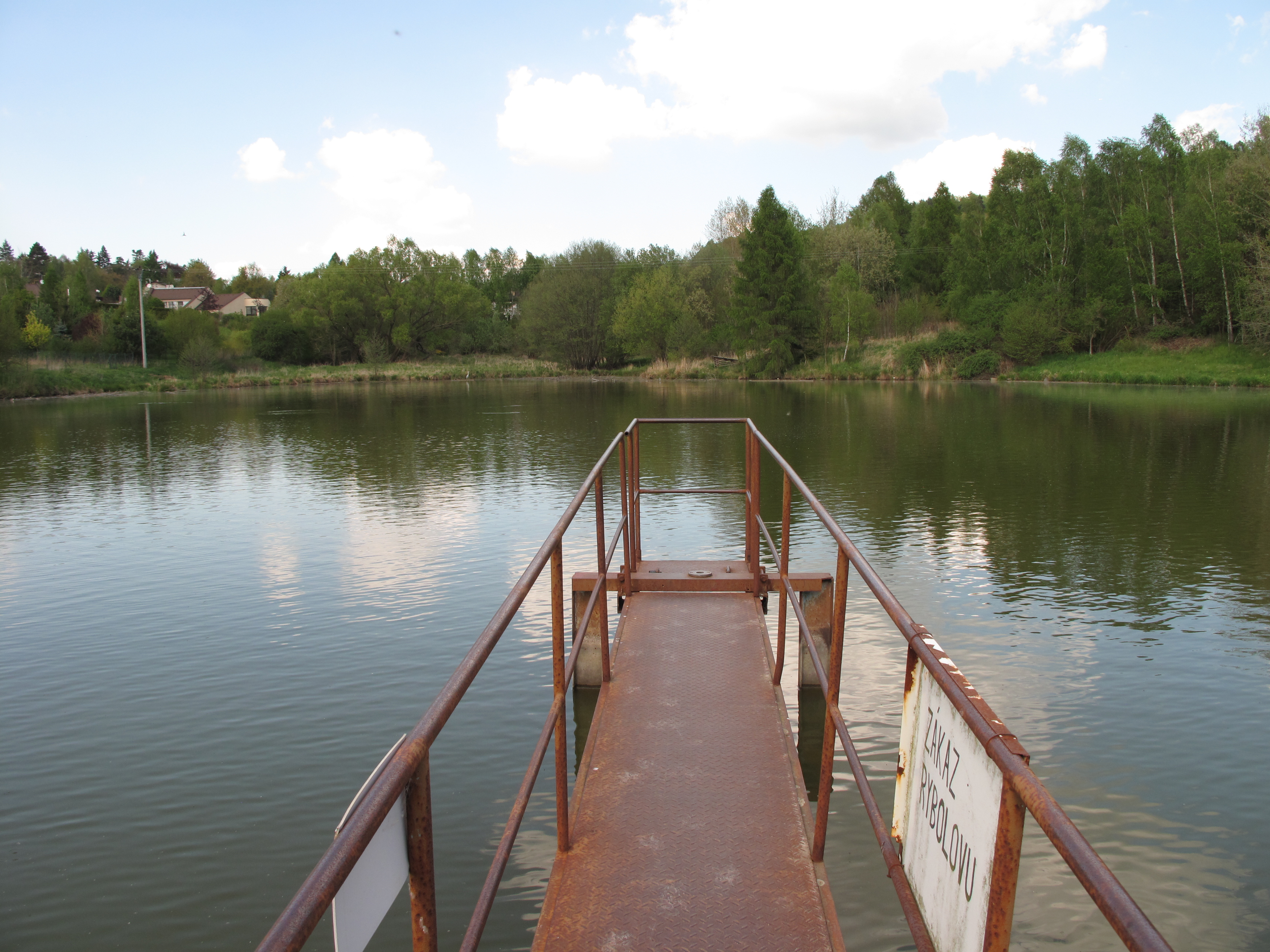
Stavidlo
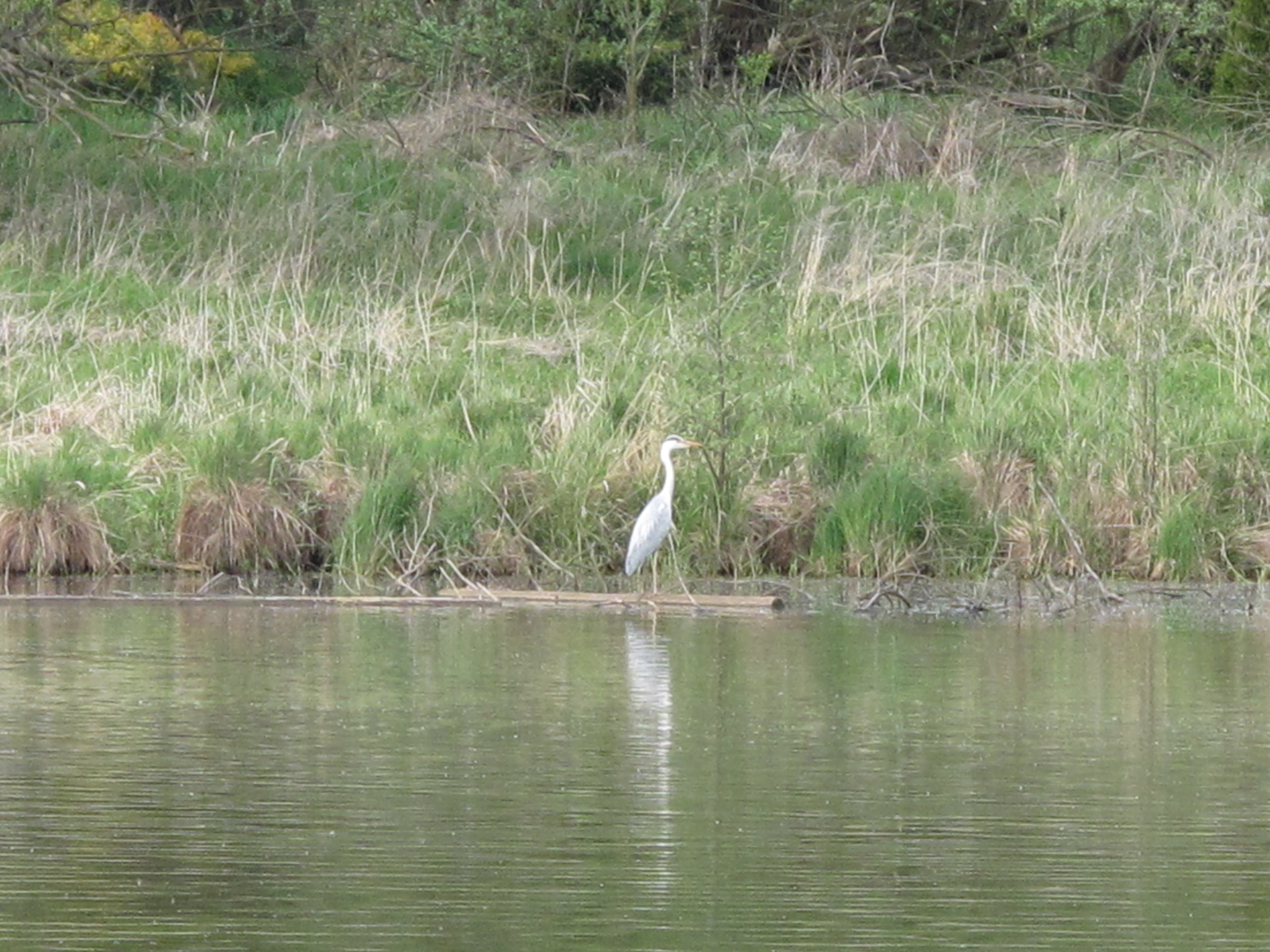
Volavka